# The Crimson Cross (film 1913)
The Crimson Cross è un cortometraggio muto del 1913. Il nome del regista non viene riportato nei credit del film.

## Produzione
Il film fu prodotto dall'Eclair American.

## Distribuzione
Distribuito dall'Universal Film Manufacturing Company, il film - un cortometraggio in tre bobine - uscì nelle sale cinematografiche USA il 5 marzo 1913. È conosciuto anche con il titolo alternativo The Mysteries of the Rosary.